# Allochernes peregrinus
Allochernes peregrinus es una especie de arácnido  del orden Pseudoscorpionida de la familia Chernetidae.

## Distribución geográfica
Se encuentra en Europa Central y Nuevo Hampshire.